# Wera Dejanowa
Wera Dejanowa (bułg. Вера Деянова, ur. 7 marca 1946 w Sofii) – bułgarska literatka i tłumaczka literatury polskiej.

## Studia
- 1964–1969 – Uniwersytet Sofijski im. św. Klemensa z Ochrydy: filologia bułgarska i historia
- 1976–1979 – Uniwersytet Warszawski: studia doktoranckie z socjologii kultury
- 1994, 1996, 2000 – Wschodnia Szkoła Letnia UW

## Praca zawodowa

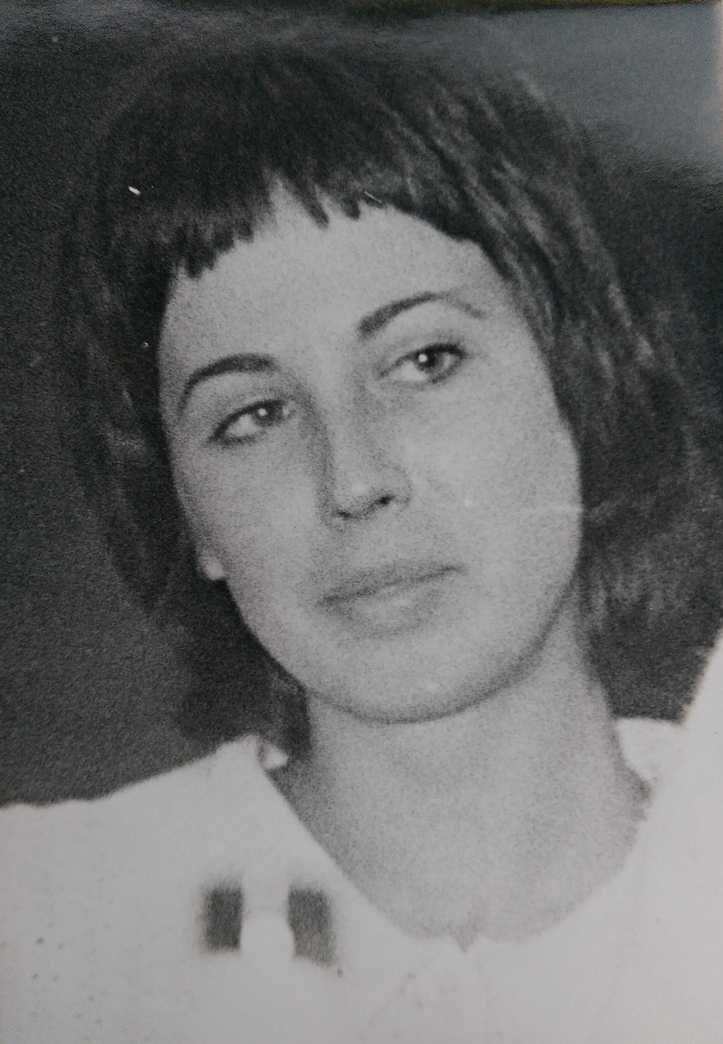
Wera Dejanowa (1972)

- 1972–1993 – Bułgarskie Radio Narodowe – redaktor programów literackich i oświatowych
- 1996–2003 – Instytut Socjologii Bułgarskiej Akademii Nauk – redaktor pisma „Socjologiczeski problemi”

## Przekłady
- Czesław Miłosz, Zniewolony umysł, Galaktyka, Warna 1992.
- Adam Michnik, Książę i żebrak, esej, w: A. Michnik, Teksty wybrane, Fond 13 weka Bułgaria, Sofia 1993.
- Ewa Lipska, Wakacje mizantropa, wybòr wierszy. Literaturen forum, Sofia 1994.
- Ryszard Legutko, Spory o kapitalizm, Pero, Sofia 1995.[1]
- Jerzy Szacki, Liberalizm po komunizmie, GAL-IKO, Sofia 1996.
- Karol Wojtyła, Miłość i odpowiedzialność, Now den, Sofia 1996.
- Ryszard Krynicki, Magnetyczny punkt, wybòr wierszy, Stigmati, Sofia 1997.[2]
- Michał Tymowski, Jan Kieniewicz, Jerzy Holzer, Historia Polski, Abagar, Weliko Tyrnowo 1998.
- Jan Paweł II, Encyklika Fides et ratio (Wiara i rozum), Demokraticzeski Pregled, Sofia 1998/99.
- Zbigniew Herbert, Potęga smaku. 100 wybranych wierszy, Stigmati, Sofia 2000.
- Zbigniew Herbert, Barbarzyńca w ogrodzie, Stigmati, Sofia 2000.
- Czesław Miłosz, Piesek przydrożny, Fakel expres, Sofia 2002.
- Czesław Miłosz,Orfeusz i Eurydyka, Detonacja, Sofia 2004.
- Zdzisław Krasnodębski, Postmodernistyczne rozterki kultury, Stigmati, Sofia 2004.
- Zbigniew Herbert, Martwa natura z wędzidłem, Stigmati, Sofia 2008.
- Herbert, broszura wydana z okazji Roku Zbigniewa Herberta, wyd. Instytut Polski w Sofii, 2008
- Wanda Smochowska-Petrowa, Wanda w krainie bułgarskich czarów, wyd. „Walentin Trajanow”, Sofia 2009.
- Grażyna Szwat-Gyłybowa, HAERESIS BULGARICA w bułgarskiej świadomości kulturowej XIX i XX wieku, Wyd. Uniwersyteckie Św. Klimenta Ochrydzkiego, Sofia 2010.
- Czesław Miłosz, Na brzegu rzeki, wiersze wybrane, Balkani, Sofia 2011.
- Czesław Miłosz, Zniewolony umysł, 2. wydanie, Balkani, Sofia 2011.
- Czesław Miłosz, Piesek przydrożny, 2. wydanie, Balkani, Sofia 2011.
- Ryszard Krynicki, Kamień, szron, Stigmati, Sofia 2011.
- Czesław Miłosz, Rok myśliwego (dr.tłum. Boyan Obretenov), Balkani, Sofia 2012
- Ewa Lipska, Pomarańcza Newtona i inne wiersze, wybòr wierszy. Stigmati, Sofia 2012

## Redaktor
- Jarosław Iwaszkiewicz, Brzezina, Profizdat, Sofia 1986.
- Julian Krzyżanowski, Dzieje literatury polskiej, Nauka i izkustwo, Sofia 1988.
- Tadeusz Dajczer, Rozważania o wierze, Stigmati, Sofia 1999.
- Wanda Smochowska-Petrowa, Droga do śmierci i zmartwychwstania u Dostojewskiego, Centrum wydawnicze „Bojan Penew”, BAN, Sofia 2008.

## Publikacje w prasie literackiej, radiu, telewizji

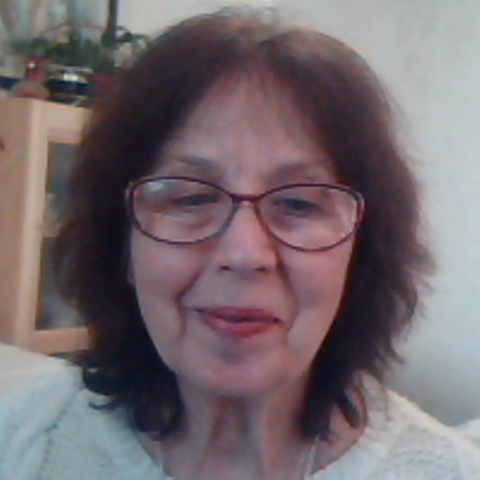
Wera Dejanowa (2016)

- 8.12.1988  – TV Most Sofia-Krakòw z okazji 100-rocznicy Uniwersytetu Sofijskiego i 90 lat Bułgarystyki na Uniwersytecie Jagiellońskim.
- W l. 90. XX w. – 2011 wiersze, eseje, wywiady, fragmenty z książek Zb. Herberta, Cz. Miłosza, Jana Pawła II, K. Dedeciusa, K. K. Baczyńskiego, G. Herlinga-Grudzińskiego, J. M. Rymkiewicza, M. Jastruna, W.  Szymborskiej, E. Lipskiej, R. Krynickiego, T. Venclowy, St. Barańczaka, J. Trznadla, J. Staniszkis, B. Geremka, A. Wajdy, J. Łukasiewicza, M. Czajkowskiej i in.

## Praca społeczna
- 1996–1998 – Przewodnicząca Towarzystwa Bułgarsko-Polskiej Solidarności im. Bojana Penewa, Sofia.

## Nagrody i odznaczenia
- 1995 – nagroda Związku Tłumaczy w Bułgarii za Wakacje mizantropa Ewy Lipskiej
- 1998 – Odznaka honorowa „Zasłużony dla Kultury Polskiej”
- 1999 – Krzyż Kawalerski Orderu Zasługi Rzeczypospolitej Polskiej
- 2004 – nagroda Związku Tłumaczy w Bułgarii za Potęga smaku. 100 wierszy Zbigniewa Herberta
- 2014 – nagroda literacka ZAiKS-u dla tłumaczy[3]